# Mesozoa
Mesozoa é um grupo enigmático de parasitas de invertebrados, minúsculos e vermiformes. Durante décadas o grupo foi considerado um filo, contendo as classes Rhombozoa e Orthonectida, porém, estudos moleculares demonstraram que o clado era polifilético, e continha dois grupos não aparentados.